# 柳堡的故事
《柳堡的故事》是1957年上映的中国故事片，由八一电影制片厂摄制，石言、黄宗江编剧，王苹执导，曹进云摄影，陶玉玲、廖有梁主演。改编自石言1950年发表的同名短篇小说。故事片講述的是第二次中日战争时期，新四军某连副班长李进与苏北柳堡少女二妹子的愛情與革命的故事。
歌曲《九九艳阳天》在電影中出現，成为几代中国人的共同记忆。原唱呼延生是歌手屠洪刚的母亲。